# Resistance Is Futile
Albums de Manic Street Preachers
Futurology
(2014) The Ultra Vivid Lament (en)
(2021)
Singles
1. International Blue
Sortie : 8 décembre 2017
2. Distant Colours
Sortie : 16 février 2018
3. Dylan & Caitlin
Sortie : 9 mars 2018
4. Liverpool Revisited
Sortie : 6 avril 2018
5. Hold Me Like a Heaven
Sortie : 4 mai 2018
6. People Give In
Sortie : 27 juillet 2018

Resistance Is Futile est le treizième album studio du groupe gallois de rock alternatif Manic Street Preachers sorti le 13 avril 2018.

## Liste des chansons
- Musiques composées par James Dean Bradfield, Sean Moore et Nicky Wire.
- Paroles écrites par Nicky Wire sauf pour Distant Colours, écrites par James Dean Bradfield[5].

| No  | Titre                                | Durée |
| --- | ------------------------------------ | ----- |
| 1.  | People Give In                       | 3:54  |
| 2.  | International Blue                   | 3:52  |
| 3.  | Distant Colours                      | 3:29  |
| 4.  | Vivian                               | 4:15  |
| 5.  | Dylan & Caitlin (avec The Anchoress) | 3:53  |
| 6.  | Liverpool Revisited                  | 2:31  |
| 7.  | Sequels of Forgotten Wars            | 4:21  |
| 8.  | Hold Me Like a Heaven                | 4:18  |
| 9.  | In Eternity                          | 4:16  |
| 10. | Broken Algorithms                    | 3:52  |
| 11. | A Song for the Sadness               | 4:20  |
| 12. | The Left Behind                      | 3:08  |

Titres bonus de l'édition japonaise
| No  | Titre                                        | Durée |
| --- | -------------------------------------------- | ----- |
| 13. | Holding Patterns                             | 2:55  |
| 14. | Mirror Gaze                                  | 4:21  |
| 15. | International Blue (The Bluer Skies version) | 4:34  |

- L'édition limitée Deluxe comporte un second CD avec les 12 chansons de l'édition standard en version démo et 2 titres supplémentaires : Concrete Fields et A Soundtrack to Complete Withdrawal[6].

## Classements hebdomadaires
| Classement (2018)             | Meilleure place |
| ----------------------------- | --------------- |
| Allemagne (Media Control AG)  | 20              |
| Autriche (Ö3 Austria Top 40)  | 23              |
| Belgique (Flandre Ultratop)   | 45              |
| Belgique (Wallonie Ultratop)  | 107             |
| Écosse (OCC)                  | 1               |
| Espagne (Promusicae)          | 31              |
| Irlande (IRMA)                | 5               |
| Japon (Oricon)                | 39              |
| Pays-Bas (Mega Album Top 100) | 73              |
| Portugal (AFP)                | 15              |
| Royaume-Uni (UK Albums Chart) | 2               |
| Suisse (Schweizer Hitparade)  | 18              |